# Landtagswahl in Sachsen-Anhalt 2006
- PDS: 26
- SPD: 24
- FDP: 7
- CDU: 40

- Regierung: 64
- Opposition: 33

Bei der Landtagswahl in Sachsen-Anhalt 2006 wurde am 26. März 2006 der 5. Landtag von Sachsen-Anhalt gewählt.
530 Kandidaten, darunter 133 Frauen, traten auf 17 Landeslisten der Parteien und Listenverbindungen oder in einem der 45 Wahlkreise an.
2.078.671 Menschen waren wahlberechtigt; 44,4 Prozent von ihnen gingen zur Wahl.
Diese Wahlbeteiligung ist (Stand Mai 2019) historisch niedrig für eine Landtagswahl, sowohl in der Geschichte Sachsen-Anhalts als auch bundesweit. Nach der Wahl wurde mit dem Kabinett Böhmer II erneut eine Regierung unter Ministerpräsident Wolfgang Böhmer (CDU) gebildet. Aufgrund veränderter Mehrheitsverhältnisse koalierte die CDU nun mit der SPD.

## Ausgangslage

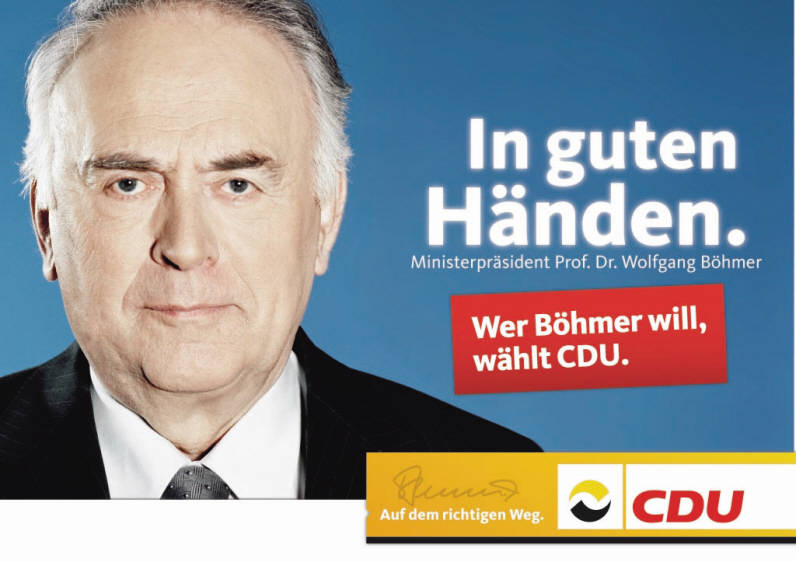
Wahlplakat der CDU mit Wolfgang Böhmer

Nach der Landtagswahl in Sachsen-Anhalt 2002 hatte eine Koalition aus CDU und FDP die vorherige, von der PDS tolerierte Minderheitsregierung der SPD abgelöst. Nachfolger des vormaligen Ministerpräsidenten Reinhard Höppner (SPD) wurde Wolfgang Böhmer (CDU).
Umfragen vor den Wahlen signalisierten, dass die bisherige Koalition aus CDU und FDP keine Mehrheit der Landtagssitze mehr erhalten würde. Zum Beispiel ermittelte eine vom MDR in Auftrag gegebene und am 16. März veröffentlichte Umfrage 36 % für die CDU, 6 % für die FDP, 26 % für die SPD und 23 % für die Linkspartei.PDS. Die SPD äußerte, dass sie lieber eine große Koalition mit der CDU als eine mit der Linkspartei.PDS bilden würde.
Chancen auf einen Einzug in den Landtag wurden auch der Partei Bündnis 90/Die Grünen zugesprochen, die in Umfragen bei 4 % lag und bis 1998 im sachsen-anhaltischen Landtag vertreten war. Eine Koalition aus SPD und Bündnisgrünen wurde angesichts der Mehrheitsverhältnisse ausgeschlossen. Ein Bündnis von SPD, Linkspartei und Grünen wurde vor der Wahl nicht öffentlich diskutiert.
Auch der von der NPD unterstützten DVU wurden Chancen auf eine Fraktion im Landtag eingeräumt. Umfragen sahen die Partei bei 3,5 bis 4 %. Die DVU war bereits von 1998 bis 2002 im Landtag vertreten, trat 2002 wegen interner Querelen aber nicht mehr an.
Anderen Parteien und Listenverbindungen wurden von den Wahlforschern keine Erfolgschancen eingeräumt.

## Antretende Parteien und Listenverbindungen
14 Parteien und 3 Listenverbindungen traten zur Wahl an. Im Einzelnen waren dies:
- Christlich Demokratische Union Deutschlands (CDU)
- Linkspartei.PDS (Linke.PDS)
- Sozialdemokratische Partei Deutschlands (SPD)
- Freie Demokratische Partei (FDP)
- Bündnis 90/Die Grünen (GRÜNE)
- Allianz für Gesundheit, Frieden und soziale Gerechtigkeit (AGFG)
- Bund der Bürgerinitiativen und Freie Wähler Sachsen-Anhalt (BBW)
- Deutsche Volksunion (DVU)
- Die Republikaner (REP)
- Elternpartei – für eine familienfreundliche Politik (Eltern)
- Freiheitliche Partei Deutschlands (FP Deutschlands)
- future! – die jugendpartei (future!)
- Marxistisch-Leninistische Partei Deutschlands (MLPD)
- Pro Deutsche Mitte – Initiative Pro D-Mark (Pro DM)
- Bündnis DKP/KPD (Bü – DKP/KPD)
- Bündnis Offensive für Sachsen-Anhalt Offensive D – Statt Partei – DSU
- Gerechtigkeit-Umwelt-Tierschutz DIE GRAUEN-Graue Panther – ÖDP – Partei Mensch Umwelt Tierschutz (GUT)

CDU, Linkspartei.PDS, SPD, FDP und Grüne stellten in den Wahlkreisen flächendeckend Kandidaten auf. Daneben traten auch 17 Einzelbewerber an.

## Wahlkampf

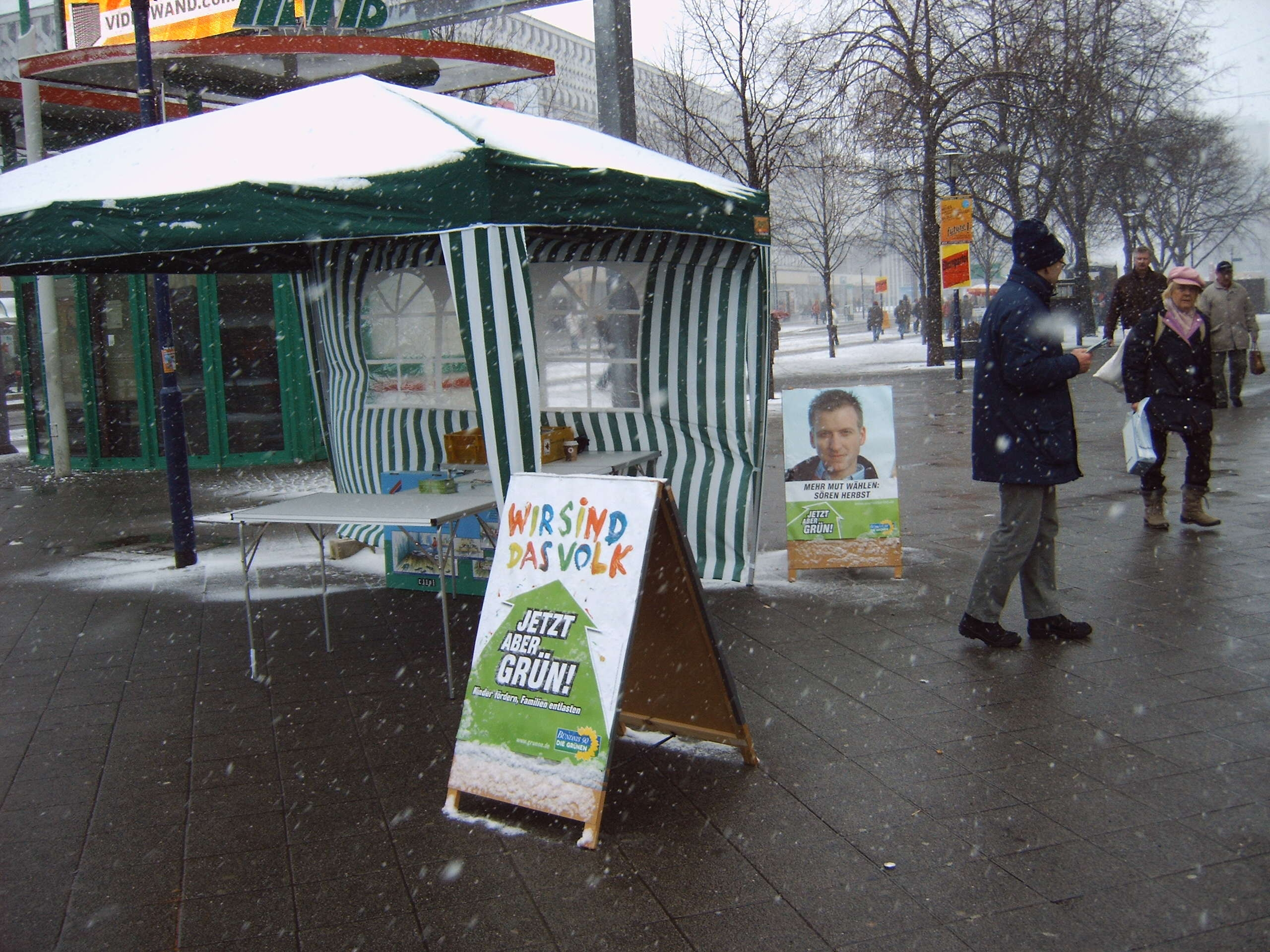
Winterwahlkampf – Schnee auf einem Wahlkampfstand der Grünen

Der Wahlkampf wurde von Beobachtern als eher müde bezeichnet. Insbesondere fehlten inhaltliche Auseinandersetzungen zu Sachthemen. Die größeren Parteien hatten ihre Spitzenkandidaten in den Vordergrund gerückt. Die CDU stellte den 70-jährigen Ministerpräsidenten Wolfgang Böhmer als verlässlichen Landesvater dar. Bei einer MDR-Umfrage vom 16. März äußerten 44 % der Befragten, bei einer Direktwahl des Ministerpräsidenten, Böhmer wählen zu wollen. Der 45-jährige SPD-Spitzenkandidat Jens Bullerjahn konnte zwar aufholen, blieb mit 25 % aber deutlich hinter Böhmer zurück. Der Spitzenkandidat der Linkspartei.PDS Wulf Gallert kam auf lediglich 7 %. Spitzenkandidat der FDP war Karl-Heinz Paqué. Die grüne Spitzenkandidatin war Inés Brock. Die kleineren Parteien versuchten eigene Sachthemen zuzuspitzen. Die FDP thematisierte vorrangig die von ihr abgelehnte, von der Bundesregierung jedoch geplante, Mehrwertsteuererhöhung. Die Grünen stellten Arbeitsplätze in der Branche der erneuerbaren Energien, Bildungspolitik und ihre Ablehnung der Gentechnik in den Vordergrund.
Die rechtsgerichtete DVU führte ihren Wahlkampf im Wesentlichen über eine umfangreiche landesweite Plakatierung. Neben den von der DVU in der Vergangenheit bereits eingesetzten Plakatthemen, die sich recht aggressiv mit den Themen Ausländer und Innere Sicherheit auseinandersetzten, wurde versucht den Spitzenkandidaten Ingmar Knop, einen Rechtsanwalt aus Dessau, als seriöse Persönlichkeit darzustellen. Die DVU versuchte so ihr Image zu verbessern, das angesichts der chaotischen Zustände der von 1998 bis 2002 bestehenden DVU-Fraktion stark gelitten hatte.

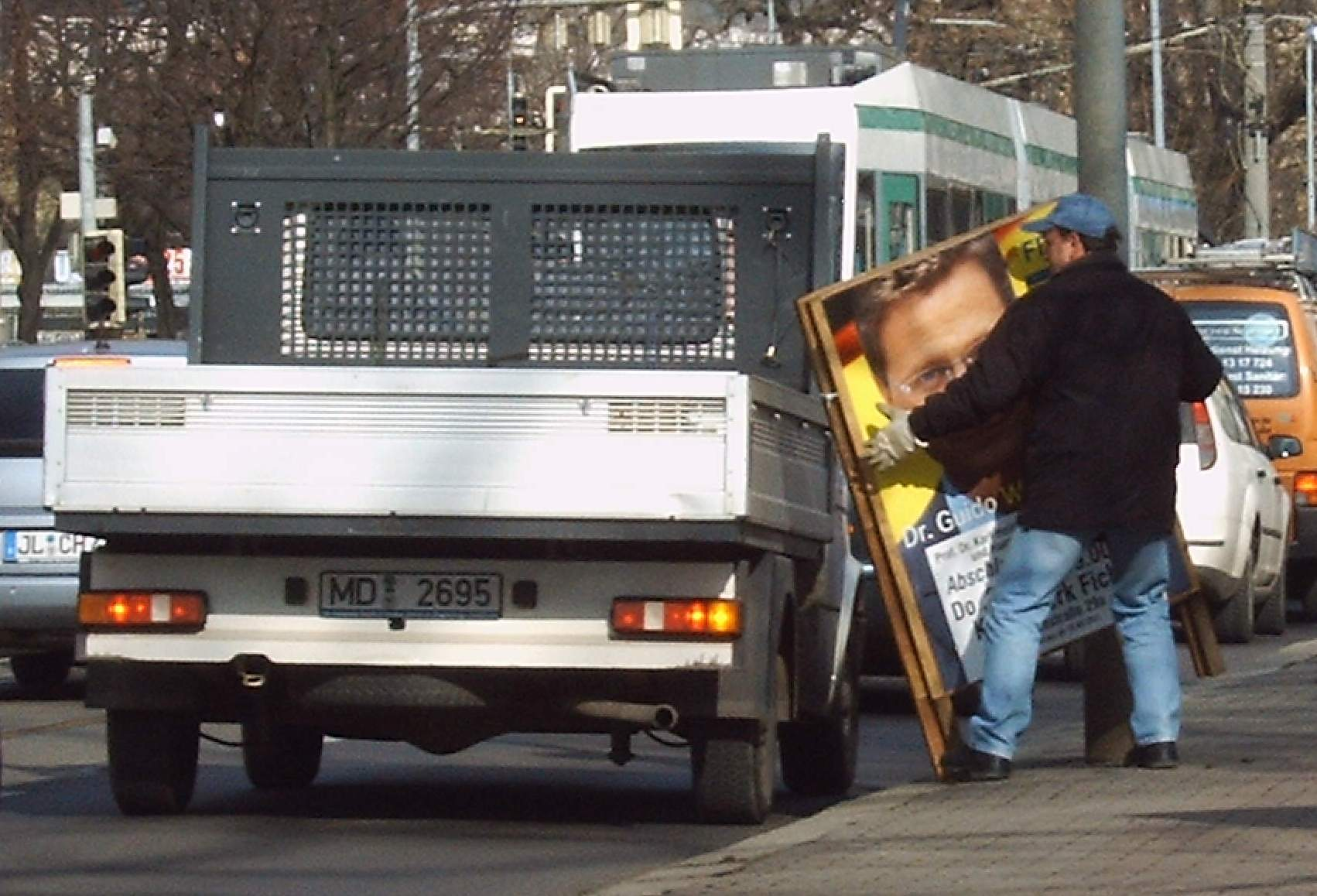
Ordnungsamt Magdeburg entfernt falsch aufgestelltes Plakat, hier der FDP

Die Menge der im Wahlkampf aufgehängten Plakate wurde von Teilen der Bevölkerung kritisiert. Ein Bürgermeister aus einem Dorf in der Altmark ließ vermeintlich falsch gehängte Plakate abnehmen und rechtswidrigerweise verbrennen. In einigen Großstädten nahmen die kommunalen Ordnungsbehörden Plakate ab, deren Standort gegen örtliche Vorschriften verstieß.
Für Aufregung im Wahlkampf (Bild-Zeitung: „Frechstes Plakat Deutschlands“) sorgte ein Plakat der Bündnisgrünen auf dem in satirischer Verfremdung der Imagekampagne des Landes Wir stehen früher auf. die Bilder der schlafenden Spitzenkandidaten Böhmer, Bullerjahn und Gallert mit dem Satz Wir schlafen früher ein. abgebildet waren.
Aufsehen erregte auch der erste Spatenstich Böhmers für die nördliche Verlängerung der A 14, der 6 Tage vor der Wahl feierlich begangen wurde, obwohl keine Baugenehmigung für das Gesamtprojekt vorlag und die Finanzierung ungeklärt war. Der zur gleichen Zeit in Magdeburg weilende Bundesverkehrsminister Wolfgang Tiefensee (SPD) blieb der Veranstaltung demonstrativ fern.

## Wahlverfahren
Jeder Wahlberechtigte hatte zwei Stimmen. Mit der Erststimme wurde die Person gewählt, die den jeweiligen Wahlkreis im Magdeburger Landtag vertreten soll. Die Zweitstimme bestimmte die Zusammensetzung des Landtags nach Parteizugehörigkeit. Es galt eine 5-%-Klausel. Nur Parteien, die zumindest 5 % der Zweitstimmen erreichen, können in den Landtag einziehen.

## Wahlergebnis
Insgesamt 923.278 Wahlberechtigte machten von ihrem Wahlrecht Gebrauch. Die Wahlbeteiligung lag damit bei lediglich 44,4 % (−12,0 % zu 2002), dem niedrigsten bis dahin bei einer Landtagswahl in der Bundesrepublik Deutschland festgestellten Wert.
Von diesen Wählern wurden insgesamt 902.254 gültige Parteienstimmen abgegeben. Der Anteil der ungültigen Stimmen lag damit bei 2,3 % (−0,2 %). Von den gültigen Parteienstimmen, die häufig auch als Zweitstimmen bezeichnet wurden, entfielen auf die einzelnen Landeslisten nach dem amtlichen Endergebnis folgende Werte (sortiert nach den Listennummer):
| Listen                                             | Listen            | Erststimmen | Erststimmen | Erststimmen | Erststimmen | Zweitstimmen | Zweitstimmen | Zweitstimmen | Zweitstimmen | Mandate | Mandate |
| Listen                                             | Listen            | Stimmen     | %           | +/-         | Mandate     | Stimmen      | %            | +/-          | Mandate      | Anzahl  | +/-     |
| -------------------------------------------------- | ----------------- | ----------- | ----------- | ----------- | ----------- | ------------ | ------------ | ------------ | ------------ | ------- | ------- |
|                                                    | CDU               | 318.550     | 35,6        | –2,6        | 40          | 326.721      | 36,2         | –1,1         | –            | 40      | –8      |
|                                                    | LinkePDS          | 225.797     | 25,2        | +4,2        | 3           | 217.295      | 24,1         | +3,7         | 23           | 26      | +1      |
|                                                    | SPD               | 209.185     | 23,4        | +2,0        | 2           | 192.754      | 21,4         | +1,4         | 22           | 24      | –1      |
|                                                    | FDP               | 67.973      | 7,6         | –5,5        | –           | 60.209       | 6,7          | –6,6         | 7            | 7       | –10     |
|                                                    | B’90/Grüne        | 39.569      | 4,4         | +2,4        | –           | 32.117       | 3,6          | +1,6         | –            | –       | –       |
|                                                    | DVU 1             | –           | –           | N/A         | –           | 26.905       | 3,0          | +2,1         | –            | –       | –       |
|                                                    | Eltern            | –           | –           | N/A         | –           | 14.499       | 1,6          | N/A          | –            | –       | –       |
|                                                    | G U T             | 3.086       | 0,3         | N/A         | –           | 7.325        | 0,8          | N/A          | –            | –       | –       |
|                                                    | Die Republikaner  | –           | –           | N/A         | –           | 4.323        | 0,5          | N/A          | –            | –       | –       |
|                                                    | BBW               | 11.368      | 1,3         | N/A         | –           | 4.125        | 0,5          | N/A          | –            | –       | –       |
|                                                    | MLPD              | 2.079       | 0,2         | +0,2        | –           | 4.060        | 0,4          | +0,2         | –            | –       | –       |
|                                                    | future!           | –           | –           | N/A         | –           | 3.363        | 0,4          | N/A          | –            | –       | –       |
|                                                    | AGFG              | 2.738       | 0,3         | N/A         | –           | 3.356        | 0,4          | N/A          | –            | –       | –       |
|                                                    | Off D-STATT-DSU   | 9.062       | 1,0         | N/A         | –           | 2.562        | 0,3          | N/A          | –            | –       | –       |
|                                                    | Pro DM            | –           | –           | –0,1        | –           | 991          | 0,1          | –0,3         | –            | –       | –       |
|                                                    | Bü – DKP/KPD      | 757         | 0,1         | N/A         | –           | 957          | 0,1          | N/A          | –            | –       | –       |
|                                                    | FP Deutschlands   | –           | –           | N/A         | –           | 692          | 0,1          | N/A          | –            | –       | –       |
|                                                    | Einzelbewerber    | 5.605       | 0,6         | –0,1        | –           | –            | –            | –            | –            | –       | –       |
| Gesamt                                             | Gesamt            | 895.769     | 100         |             | 45          | 902.254      | 100          |              | 52           | 97      | –18     |
|                                                    |                   |             |             |             |             |              |              |              |              |         |         |
| Ungültige Stimmen                                  | Ungültige Stimmen | 27.509      | 3,0         | +0,2        |             | 21.024       | 2,3          | –0,2         |              |         |         |
| Wähler                                             | Wähler            | 923.278     | 44,4        | –12,0       |             | 923.278      | 44,4         | –12,0        |              |         |         |
| Wahlberechtigte                                    | Wahlberechtigte   | 2.078.659   |             |             |             | 2.078.659    |              |              |              |         |         |
|                                                    |                   |             |             |             |             |              |              |              |              |         |         |
| Quellen: Statistisches Landesamt Stimmen - Mandate |                   |             |             |             |             |              |              |              |              |         |         |

- 1 Landtagswahl 2002: FDVP
- Überhangmandate: 3 (CDU)

Wahlkreisgewinner nach Parteizugehörigkeit

- Ausgleichsmandate: 3, davon 1 Linke.PDS und 2 SPD.

Zu dieser Wahl diesmal nicht angetretene Parteien hatten bei der Landtagswahl 2002 insgesamt 1,8 % erreicht.
Wie von den Wahlumfragen prognostiziert, wurde damit die CDU stärkste Partei. Überraschend erhielt die SPD etwas weniger Stimmen als die Linkspartei. Die FDP verlor deutlich und halbierte ihr Ergebnis des Jahres 2002. Die Grünen legten zu (3,6 % nach 3,0 % 2002). Die DVU erhielt 3,0 %. Die weiteren Parteien blieben erwartungsgemäß unbedeutend.
40 der 45 vergebenen Direktmandate gingen an die CDU, die 2002 48 Wahlkreise gewonnen hatte. 3 Wahlkreise gingen an Die Linke (2002: 0) und 2 Wahlkreise an die SPD (2002: 1).
Im von 115 auf 97 Sitze verkleinerten Landtag hatte die bisherige CDU/FDP-Koalition lediglich 47 Sitze. Die bisherige Regierung verlor damit ihre Mehrheit. Da die SPD eine Koalition mit der Linkspartei bereits vor der Wahl klar ausgeschlossen hatte, verblieb als einzige praktikable Regierungsbildung eine CDU/SPD-Regierung unter der Führung des bisherigen Ministerpräsidenten Böhmer, die sich auf 64 Sitze stützte. Diese Regierung trat im April 2006 ihr Amt an; die Koalition wurde auch nach der Landtagswahl 2011 unter der Führung des neuen Ministerpräsidenten Reiner Haseloff (CDU) fortgesetzt (Kabinett Haseloff I).